# Episodi di Missione impossibile (seconda stagione)
La seconda stagione della serie televisiva Missione impossibile è stata trasmessa negli Stati Uniti dalla CBS dal 10 settembre 1967 al 17 marzo 1968.
| nº | Titolo originale    | Titolo italiano | Prima TV USA      | Prima TV Italia |
| -- | ------------------- | --------------- | ----------------- | --------------- |
| 1  | The Widow           |                 | 10 settembre 1967 |                 |
| 2  | Trek                |                 | 17 settembre 1967 |                 |
| 3  | The Survivors       |                 | 24 settembre 1967 |                 |
| 4  | The Bank            |                 | 1º ottobre 1967   |                 |
| 5  | The Slave, Part 1   |                 | 8 ottobre 1967    |                 |
| 6  | The Slave, Part 2   |                 | 15 ottobre 1967   |                 |
| 7  | Operation "Heart"   |                 | 22 ottobre 1967   |                 |
| 8  | The Money Machine   |                 | 29 ottobre 1967   |                 |
| 9  | The Seal            |                 | 5 novembre 1967   |                 |
| 10 | Charity             |                 | 12 novembre 1967  |                 |
| 11 | The Council, Part 1 |                 | 19 novembre 1967  |                 |
| 12 | The Council, Part 2 |                 | 26 novembre 1967  |                 |
| 13 | The Astrologer      |                 | 3 dicembre 1967   |                 |
| 14 | Echo of Yesterday   |                 | 10 dicembre 1967  |                 |
| 15 | The Photographer    |                 | 17 dicembre 1967  |                 |
| 16 | The Spy             |                 | 7 gennaio 1968    |                 |
| 17 | A Game of Chess     |                 | 14 gennaio 1968   |                 |
| 18 | The Emerald         |                 | 21 gennaio 1968   |                 |
| 19 | The Condemned       |                 | 28 gennaio 1968   |                 |
| 20 | The Counterfeiter   |                 | 4 febbraio 1968   |                 |
| 21 | The Town            |                 | 18 febbraio 1968  |                 |
| 22 | The Killing         |                 | 28 febbraio 1968  |                 |
| 23 | The Phoenix         |                 | 3 marzo 1968      |                 |
| 24 | Trial by Fury       |                 | 10 marzo 1968     |                 |
| 25 | Recovery            |                 | 17 marzo 1968     |                 |